# Straßenbahn West Orange–South Orange
Die Straßenbahn West Orange–South Orange war ein Straßenbahnbetrieb in Orange, West Orange und South Orange im US-Bundesstaat New Jersey. Er bestand von 1895 bis 1927.

## Geschichte
Am 17. August 1894 gründete Frank Brewer die South Orange and Maplewood Street Railway Company, die eine normalspurige elektrische Straßenbahnstrecke von West Orange nach South Orange und Maplewood bauen wollte. Der Plan, Maplewood anzubinden, wurde jedoch schon bald zurückgestellt und die Bahn sollte diesen Ort nie erreichen. Der Bau begann von der Westseite des Bahnhofs South Orange der Delaware, Lackawanna and Western Railroad aus. Von hier verlief die Strecke durch die South Orange Avenue und bog direkt nach der Brücke über den Rahway River auf einen eigenen Bahnkörper parallel zum Fluss ab. Ein Teil der Trasse ist heute die Meadow Brook Lane. Am 12. Oktober 1895 ging die Strecke bis zur Tremont Avenue in Betrieb, wo sich das Depot der Bahn befand. Die Trasse verlief weitgehend durch die sumpfige Flussaue, weshalb sie als Swamp Line (Sumpflinie) bekannt wurde. Die Stromzufuhr erfolgte mit einer Betriebsspannung von 550 Volt Gleichstrom über eine Oberleitung.
Der Weiterbau erfolgte 1897. Nach einem Konkurs wurde am 1. November 1897 eine South Orange and Maplewood Traction Company gegründet, die die Bahn pachtete. Die Fusion der beiden Gesellschaften erfolgte unter dem Namen der neuen Gesellschaft am 29. Juli 1901. Die Verlängerung zum Bahnhof West Orange der Erie Railroad ging wenige Tage nach der Neugründung am 10. November 1897 in Betrieb. Die Trasse verlief weiterhin am Fluss entlang nordwärts und passierte dabei die Talstation der Bergbahnen am Orange Mountain. Weiter nördlich bog die Bahn in den Whittingham Place ein. Östlich der Valley Road begann ein weiterer Abschnitt auf eigenem Bahnkörper, der hier auf dem Gebiet der Stadt Orange lag. Die Bahn überquerte die Main Street und endete neben dem Bahnhof in Höhe der St. Mark’s Church. Zur Erie Railroad wurde hier eine Gleisverbindung eingebaut. In der Main Street lagen die Gleise der Orange-Linie der Straßenbahn Newark, zu der später ebenfalls eine Verbindungskurve eingebaut wurde. Obwohl die Strecke am Bahnhof von West Orange endete, lag die Endstelle auf der Gemarkung der Stadt Orange, direkt an der Stadtgrenze. Die Gesamtlänge der Bahn betrug etwa vier Kilometer. Sie war zweigleisig angelegt worden, lediglich die Überquerung der Main Street am Bahnhof West Orange war eingleisig.
Am 1. Oktober 1903 pachtete die North Jersey Street Railway die Bahn, die auch die Straßenbahn Newark betrieb. Die Betriebsführung ging 1907 auf die Public Service Railway über, die die Bahn zunächst als South Orange and Maplewood Line, ab 3. Januar 1916 als Montrose Car Line betrieb. Die Bahngesellschaft blieb zunächst eigenständig als Tochterunternehmen bestehen. Die Wagenfolge betrug anfangs 15 Minuten, wofür zwei Triebwagen benötigt wurden. Ab dem 22. April 1912 wurde im Berufsverkehr ein 10-Minuten-Takt eingeführt, sodass ein dritter Wagen eingesetzt werden musste. Der schaffnerlose Betrieb wurde zum Zweck der Kostenersparnis am 4. August 1921 auf der Linie eingeführt. Spätestens zum 22. Oktober 1923 wurde die Wagenfolge im Berufsverkehr auf 12 Minuten erweitert und kurz darauf wiederum auf 15 Minuten, sodass wieder ganztags ein einheitlicher Takt bestand. Das Depot der Bahn wurde ebenfalls am 22. Oktober 1923 geschlossen und die Fahrzeuge an das Depot der Straßenbahn Orange in der Washington Street überstellt. Ab dem 30. November 1925 waren die Wagen der Montrose-Linie im Depot Roseville der Straßenbahn Newark untergebracht.
Am 2. August 1927 überschwemmte ein Hochwasser die Trasse der Bahn neben dem Rahway River. Der Betrieb musste daraufhin eingestellt werden und wurde nicht wieder aufgenommen. Fortan bedienten Busse die Strecke. Die Bahngesellschaft bestand als Betreiber dieser Buslinie weiter und fusionierte erst am 18. Juni 1940 mit der dann Public Service Coordinated Transport genannten Betreibergesellschaft.

## Fahrzeuge
Mit Eröffnung der Bahn standen fünf Triebwagen von Brill zur Verfügung. Vier davon waren geschlossen, einer offen. Daneben bestand der Fuhrpark aus einem Stückgutbeiwagen, einem Arbeitstriebwagen, einem Güterwagen und einem nicht angetriebenen Schienenreinigungswagen.